# سان لورينزو (كرة سلة)
سان لورينزو (بالإسبانية: Club Atlético San Lorenzo de Almagro)‏ هو فريق كرة سلة أرجنتيني للمحترفين تأسس في سنة 1908 يقع مقره في بوينس آيرس. ينافس في دوري كرة السلة الوطني الأرجنتيني. من أبرز اللاعبين الذين لعبوا معه والتر هيرمان.

## الإنجازات
- دوري كرة السلة الوطني الأرجنتيني (1): 2015–16

## وصلات خارجية
- الموقع الرسمي